# Rio Cercănelul
O Rio Cercănelul é um rio da Romênia, afluente do Vişeu, localizado no distrito de Maramureş.